# 李青 (崇禎進士)
李青（？—1637年），字太青，號竹君，南直隸鎮江府金壇縣人，明朝政治人物。

## 生平
李青是崇禎六年（1633年）癸酉科應天府乡试第三十八名舉人，次年（1634年）會試成會元，與江西的陳際泰齊名，殿试二甲第四名，礼部觀政，獲授兵部武選司主事，調任禮部儀制司主事，負責教習駙馬都稱職。他不追求生活享受，以廉潔自持，成進士後依然甘於澹泊，很快在崇祯十年（1637年）去世。

## 家族
曾祖李念四；祖李鵬，寿官、乡大宾；父李成章。

## 引用
1. 1 2  光緒《金壇縣志·卷九·人物志》：李青 字太青，崇禎甲戌會試第一人，負才望，與江西陳際泰齊名。授兵部武選司主事，調禮部儀制司主事，教習駙馬皆稱職。青不務華腴，清謹自持，雖掇巍科猶甘澹泊，蕭然寒素如諸生，未幾卒於官，惜不竟其用。
2. ↑  光緒《金壇縣志·卷八·選舉志》：崇禎六年 解元桂伸……李青 見進士
3. ↑  《崇祯七年甲戌科进士三代履历》：李青，曾祖念四；祖鵬，寿官、乡大宾；父成章。竹君，书三房，丙午年二月二十日生，鎮江府金坛县人，癸酉乡试，会试一名，二甲四名，礼部观政，六月授兵部武选司主事，乙亥改儀制司，教习驸马，丁丑卒。